# Monika Gardoń-Preinl
Monika Ewa Gardoń-Preinl – polska specjalistka w zakresie kameralistyki, gry na fortepianie, doktor habilitowana sztuk muzycznych, adiunkt Katedry Kameralistyki Wydziału Instrumentalnego Akademii Muzycznej w Krakowie.

## Życiorys
Studiowała w Akademii Muzycznej w Krakowie, którą ukończyła w 1991 w klasie Stefana Wojtasa. Obroniła pracę doktorską, 22 kwietnia 2013 habilitowała się na podstawie dorobku naukowego i pracy zatytułowanej Kwintet Es-dur KV 452 W.A. Mozarta Wielki kwintet Es-dur op.16 L. van Beethovena. Analiza dzieła a interpretacja wykonawcza w kontekście historii gatunku. Została zatrudniona na stanowisku adiunkta w Katedrze Kameralistyki na Wydziale Instrumentalnym Akademii Muzycznej w Krakowie.
Piastuje funkcję kierownika w Katedrze Muzyki Dawnej. Prorektor uczelni ds. artystycznych i naukowych w kadencji 2020–2024. Wcześniej prodziekan na Wydziale Instrumentalnym Akademii Muzycznej w Krakowie.
W 2018 otrzymała Brązowy Krzyż Zasługi.

## Publikacje
- 2012: Kwintet Es-dur KV 452 W.A. Mozarta Wielki kwintet Es-dur op.16 L.van Beethovena. Analiza dzieła a interpretacja wykonawcza w kontekście historii gatunku[1]
- 2016: Czytanie a vista w szkole muzycznej II-go stopnia = Sight reading in secondary music schools / Monika Gardoń-Preinl, Grzegorz Mania ; Państwowa Szkoła Muzyczna II st. im. W. Żeleńskiego, Kraków[5]
- 2017: Konteksty kultury, konteksty edukacji : profesjonalne kształcenie i upowszechnianie muzyki / redakcja naukowa Monika Gardoń-Preinl, Grzegorz Mania ; Stowarzyszenie Polskich Muzyków Kameralistów[5]
- 2019: Krakowski salon muzyczny : Moniuszko – Żeleński / Stowarzyszenie Polskich Muzyków Kameralistów[5]